# Austrophyllum lanceolata
Austrophyllum lanceolata är en ringmaskart som beskrevs av Hartmann-Schröder 1986. Austrophyllum lanceolata ingår i släktet Austrophyllum och familjen Phyllodocidae. Inga underarter finns listade i Catalogue of Life.